# Ernst Casimir af Nassau-Weilburg
Ernst Casimir af Nassau-Weilburg (15. november 1607 i Saarbrücken–april 1655) var grundlægger af den yngre linje Nassau-Weilburg.

## Forældre
Han var den næstyngste overlevende søn af greve Ludvig 2. af Nassau-Weilburg (1565–1627) og Anna Maria af Hessen-Kassel (1567–1626) (en datter af landgreve Vilhelm 4. af Hessen-Kassel (1532–1592)).

## Deling af landet
Efter Ludvig 2.s død i 1627 delte hans sønner landet imellem sig. Ernst Casimir fik bl.a. Weilburg i det nuværende Hessen. Da den yngste bror Otto døde i 1632, fik Ernst Casimir også  Kirchheimbolanden i det nuværende Rheinland-Pfalz.

## Familie
Ernst Casimir var gift med Anna Maria af Sayn-Wittgenstein-Hachenburg (1610–1656). De fik seks børn. Den overlevende søn Frederik af Nassau-Weilburg (1640–1675) efterfulgte sin far som regerende greve.